# Cilla (Eolide)
Cilla (in greco antico: Κίλλα?) era una città dell'antica Grecia ubicata in Eolide.

## Storia
Omero, nel primo canto dell'Iliade, la menziona come un luogo protetto da Apollo, come Crisa e Tenedo.
Viene citata da Erodoto tra le dodici prime città degli Eoli.
Strabone la situa nel territorio di Adramitio, vicino a dove aveva posto Tebe Ipoplacia e dove c'era ancora un santuario di Apollo Cileo, vicino al fiume Cileo. Plinio il Vecchio, cita Cila tra città scomparse della regione dell'Eolide.